# Konfucijanstvo
Konfucijánstvo (Ru xue 儒学) je sistem mišljenja, ki je dolga stoletja predstavljal temelj socialne in politične etike, državne doktrine in sistema vrednot tradicionalne Kitajske. Zaradi vsebinskih sprememb, ločujemo zgodnje »konfucijanstvo«, ki je odločno nasprotovalo despotizmu in pa »konfucijanizem«, ki je kasneje postal ideologija državnega despotizma. Svoj evropski naziv je dobilo po Konfuciju (Kong fuzi孔夫子), najznamenitejšem predstavniku te filozofske smeri. Na Kitajskem sicer ta filozofska šola nosi ime »Nauk izobražencev« (Ru xue 儒学) in je nastala v »Obdobju vojskujočih se držav« (Zhan guo shidai 战国时代 481-221 pr. n. št.).

## Pet klasikov in štiri knjige
Konfucijanski nauk se je ukvarjal predvsem s študijem klasičnih del predkonfucijanskih izročil in duhovno refleksijo predkonfucijanskih religiozno-socialnih tradicij. Konfucij osebno naj bi zbral in uredil besedila t.i. »Petih klasikov« (Wu jing 五经), ki so kasneje predstavljali osnovo obvezne izobrazbe vseh državnih uradnikov. Mednje sodijo: 
- »Knjiga pesmi« (Shi jing 诗经)
- »Knjiga premen« (Yi jing 已经)
- »Knjiga dokumentov« (Shu jing 书经)
- »Knjiga obredov« (Li ji 礼记)
- »Spomladanski in jesenski rokopisi« (Chun qiu lu 春秋录)
Najstarejši neposredni viri nauka konfucijanstva so t.i. »Štiri knjige« (Si shu 四书):
- »Pogovori« (Lun yu 论语)
- »Mencij« (Mengzi 孟子)
- »Nauk o sredini« (Zhong yong 中庸)
- »Vzvišeni nauk« (Da xue 大学)
Medtem ko je bilo Pet knjig kanoniziranih že v obdobju prve reforme konfucijanskega nauka (dinastija Han 汉), so bile Štiri knjige kanonizirane v obdobju druge reforme, to je v sklopu neokonfucijanstva.

## Temeljni koncepti konfucijanstva
Religiozni vidiki konfucijanstva izhajajo iz kulta prednikov, ki je v času dinastije Shang (商) in zahodne dinastije Zhou (西周 1066-771 pr. n. št.) še vseboval najvišje božanstvo »Shangdi« (上帝), ki pa ga je nato zamenjal koncept neba ali narave (tian 天), katerega politične in družbene funkcije so se izražale skozi obrednost (li 礼). Ta koncept, ki zaobjema več različnih pomenov, kot so nravnost, spodobnost, vljudnost, ceremonije, izobrazba, kultura, obredi, prazniki itd. Nebo kot najvišji vladar je za konfucijance predstavljalo najvišji izraz vseh moralno-etičnih načel, vsako njegovo dejanje pa je moralo potekati v skladu z daotom (道), velikim pranačelom, ki ureja bit vsega na svetu.
Kljub nekaterim religioznim elementom konfucijanstvo štejemo za temeljno socialno in politično ideologijo tradicionalne Kitajske. Konfucij namreč niti s strani učencev ni bil smatran kot božanstvo, temveč kot učitelj, posredovalec temeljnih načel ureditve sveta.
V svoji ideologiji se je Konfucij zavzemal za utrjevanje etičnih meril, saj je verjel, da bo družba preko izpolnjevanja le-teh, ponovno dosegla stopnjo naravne harmonije in reda. Ta tradicionalna merila naj bi veljala tako za vladarje, ki bi moral v svojem delovanju brezpogojno slediti zakonitostim neba, kot tudi za ljudstvo. Legitimnost vladavine je bila namreč po konfucijanski teoriji »nebeškega mandata« (tianming 天命) v celoti odvisna od volje neba. Kar se tiče običajnega ljudstva, Konfucij govori o delitvi na »plemenitnike« (junzi 君子), to so nadpovprečni ljudje z dobro izobrazbo in zmožnostjo pozitivnega spreminjanja samih sebe in svoje okolice, in »malenkostneže« (xiaoren 小人), ki so podpovprečni in popolnoma neizobraženi in predstavljajo najnižjo raven duhovnega iz fizičnega razvoja. »Plemenitnik« in »malenkostnež« tako predstavljata bipolarna simbola skrajnosti znotraj družbene sfere. 
Konfucijanstvo poudarja tudi velik pomen znanja in učenja, ne ukvarja pa se s posmrtnim življenjem. Po Konfucijevem mnenju ima vsak človek možnost doseči harmonijo s svojim družbenim in naravnim okoljem in postati »plemenitnik«. To lahko doseže preko negovanja petih kreposti:
- človečnost (ren 仁)
- pravičnost (yi 义)
- lojalnost (zhong 忠)
- strpnost (shu 恕)
- poštenost (zhi 直)
Pomembna je tudi t.i. »Teorija pravilnosti imen« (Zheng ming lun 正名论), ki poudarja, da mora vsak državljan zasedati svoje mesto v hierarhični družbi, saj bo le tako izpolnjen osnovni pogoj za harmonično življenje. Te družbene pozicije sodijo k relacijskemu sistemu imen, ki določajo stvarnost. Kadar imena niso v skladu s stvarnostjo, v družbi namreč prevlada kaos.
Ti položaji so določeni s petimi vrstami medčloveških odnosov (wu lun 无论), ki jih je opredelil Konfucijev učenec, filozof Mencij (Mengzi 孟子):
- odnos med vladarjem in podložnikom
- odnos med očetom in sinom
- odnos med možem in ženo
- odnos med starejšim in mlajšim bratom
- odnos med prijateljema
Konfucijanski nauk je bil za svoje čase zelo napreden. Konfucij je učil, da je ljudstvo pomembnejše od vladarja (min ben 民本) in da lahko le-tega tudi vrže s prestola, če deluje samopaško ali krivično, tj. v nasprotju s prej omenjenim »nebeškim mandatom«. Prestol po njegovem mnenju ne bi smel biti deden, ampak bi moralo biti ljudstvo tisto, ki vladarja izvoli izmed vrst najbolj izobraženih in moralno neoporečnih, tj. kultiviranih učenjakov.
Poleg Konfucija kot najpomembnejša predstavnika konfucijanstva štejemo še Mencija (Mengzi 孟子) in Xunzija (Xunzi 荀子).

## Prva reforma in konfucianizem
V političnem neredu 3. stoletja pr. n. št. se je vloga konfucijanstva bistveno zmanjšala, saj ga je oblast dinastije Qin (秦 221-206 pr. n. št.) želela načrtno iztrebiti. Njegova vloga se je ponovno okrepila v obdobju dinastije Han (汉 206 pr. n. št.-220 n. št.), vendar tokrat v spremenjeni obliki, ki jo imenujemo »konfucianizem«.
Konfucianizem je bil bistveno strožji od konfucijanstva, saj je prevzel vse politično relevantne elemente legalizma. Kot obliko ortodoksne državne doktrine ga je oblikoval politični teoretik Dong Zhongshu 董仲舒. Koncept obrednost li je etično utemeljil preko sistema kozmoloških špekulacij. Novo nastala civilna teorija je tako temeljila na harmoniji med človekom in vsemi ostalimi kozmičnimi dejavniki in je stoletja po tem močno vplivala na politiko kitajskega dvora. Konfucianizem je izključeval utrjevanje kakršnihkoli individualističnih miselnih vzorcev in absolutistično zagovarjala družbeni centrizem. Konfucianizem je postal nauk, ki ni bil več predmet kritičnega razmišljanja, temveč je prevzel vlogo etičnega in socialnega kodeksa ter politične ideologije. Dong Zhongshu je poleg tega izdelal osnovo za sistem uradniških izpitov, katerih uspešno opravljanje je tako postalo predpogoj za pridobitev vseh stopenj uradniških položajev, s tem pa tudi politične moči. Tako je konfucianizem v sintezi z legalizmom vse do pričetka 20. stoletja deloval kot integralni del inštitucionaliziranega družbenega reda in njegove rigidne hierarhične strukture.

## Konfucijevi izreki
- Izberi si vsaj tako dobrega prijatelja, kot si sam; prijatelja lahko vljudno opozoriš na njegove napake, ampak ne za vsako ceno.
- Naj ti ne bo težko, če te ljudje ne poznajo, važno je, da ti poznaš njih; prizadevaj pa si, da boš postal takšen, da boš vreden tega, da te ljudje spoznajo.
- Zavedaj se tega, kar veš, ne zavrzi svojega mnenja. Ko se priključiš drugim, ne zavrzi svojega mnenja.

## Biografija
S kitajsko kulturo in konfucianizmom je tesno povezano Konfucijevo ime (Kong Zi ali mojster Kong). Večino podatkov o Konfucijevem življenju izvemo iz obsežnega poglavja Sima Qianovih 司馬遷 »Zgodovinskih zapisov« (Shi ji 史記). Mojster Kong naj bi bil rojen leta 551 pred našim štetjem v državi Lu 魯 (današnja provinca Shandong 山東). Njegovo pravo ime je Kong Qiu 孔丘, znan pa je tudi pod imenom Zhong Ni 仲尼. Njegovi predniki naj bi izhajali iz vrst obubožanega plemstva kraljevskega klana Song 宋. Pri devetnajstih letih se je oženil in nastopil službo nižjega uradnika. Sprva se ni mogel pohvaliti s posebno uspešno kariero, vendar se mu je pri petdesetih kljub temu posrečilo postati minister, čeprav so ga kmalu zatem žal »dali na čevelj« in je moral ta položaj razočaran zapustiti. Potem je ob sebi zbral kopico nadobudnih učencev, s katerimi je potoval iz kraja v kraj in razširjal svoj nauk . Pri tem je večkrat deloval tudi kot svetovalec posameznih fevdnih gospodov. Tri leta pred smrtjo se je ponovno vrnil v domovino, kjer je leta 479 pred našim štetjem za vselej zatisnil oči. Kot ustanovitelj konfucianstva si je posmrtno slavo in trajno kultno oboževanje množic pridobil šele po obdobju dinastije Han 漢 (206–220), ko je njegov nauk – čeprav v spremenjeni in sinkretistični obliki – postal osnova političnih, moralnih in državnih doktrin kitajske družbe in kulture. Njegov dejanski pomen je pravzaprav v tem, da je posamezne nauke, ki jih sicer ni sam ustvaril, povzel in povezal v zaokrožen sistem, katerega je posredoval svojim učencem.Da bi razumeli Konfucijevo moč in vpliv, moramo njegovo življenje in nauke obravnavati v luči problema, ki ga je mučil – to je bil družbeni kaos. Antična Kitajska ni bila nič bolj in nič manj nemirna kot druge dežele. Obdobje od 8. do 3. stol. pr. n. št. je pomenilo zlom dinastije Zhou. Med seboj bojujoči se fevdni gospodjei so bili prepuščeni sami sebi in so ustvarjali prav tako stanje, kot je vladalo v stari Grčiji pred Aleksandrom Makedonskim. Zaradi takšnih razmer je Konfucij napisal svoje ideje kako spremeniti svet:

## Kako so Kitajci videli konfucijanski načrt?
Kazalo se je kot nikoli končan načrt samokultiviranja z namenom, da bi postali bolj človeški. Dober človek si nenehno prizadeva biti še boljši.
Konfucij noče, da bi ljudje iskali boga v sebi ampak v medčloveških odnosih, svetništvo v osami je za Konfucija nesmiselno. Osnova urejene družbe je stroga hierarhija. Po Konfucijevem nauku so bili nekateri ljudje drugim podrejeni. Zanj je bilo samoumevno, da otroci spoštujejo starše, da mlajši otroci spoštujejo starejše brate in sestre in da žena spoštuje moža. Ker bi nekateri nadrejeni lahko hitro podlegli skušnjavi in začeli izkoriščati svojo vlogo, si je bilo avtoriteto po njegovem nauku potrebno zaslužiti. Nadrejeni so morali skrbeti izključno za blaginjo podrejenih in niso smeli izkoriščati svojega položaja.
Konfucij je bil najpomembnejša osebnost v kitajski zgodovini. Leta 130 pr. n. št. so Konfucijeva besedila postala temeljna veda za vzgojo vladnih uradnikov, vzorec se je s prekinitvijo ohranil vse do leta 1905, ko je cesarstvo propadlo.